# Cooperativa Café Timor
| Kaffeeexport der CCT | Kaffeeexport der CCT |
| Jahr                 | Menge [t]            |
| -------------------- | -------------------- |
| 2004                 | 7.689                |
| 2005                 | 7.210                |
| 2006                 | ?                    |
| 2007                 | 8.000                |
| 2008                 | 19.000               |

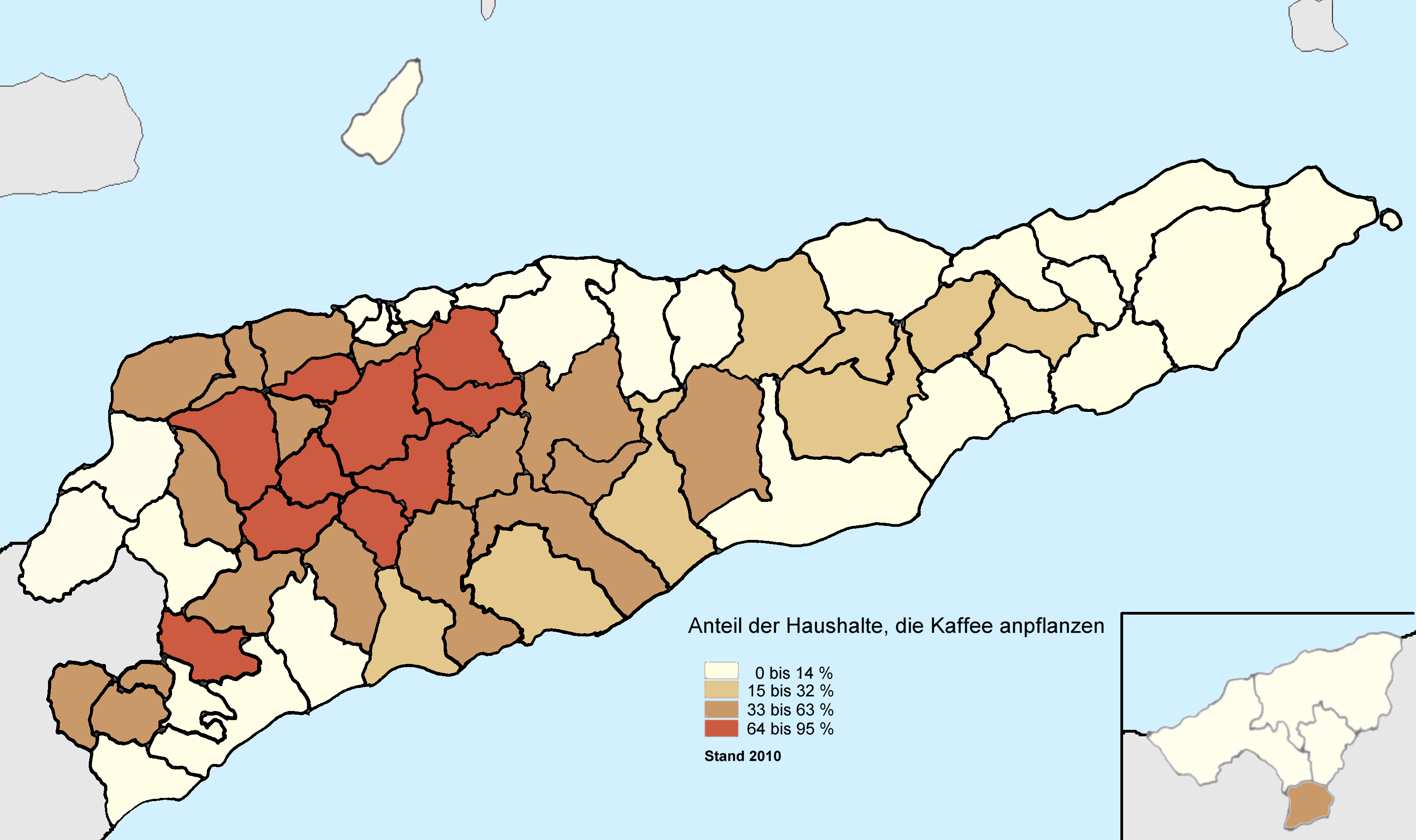
Anteil der Haushalte, die Kaffee anbauen, in den einzelnen Verwaltungsämtern (2004)

Die Cooperativa Café Timor (CCT) ist Osttimors größte Genossenschaft mit etwa 22.000 Pflanzern als Mitglieder. Sie bildet die Lebensgrundlage für 44.000 Familien. Ein Viertel der Bevölkerung ist abhängig von der Kaffeeproduktion. Die CCT wurde mit Hilfe der US National Cooperative Business Association 1994 gegründet. Sie gliedert sich in 16 Kooperativen und 493 Produzentengruppen.
Kaffee wird seit 1815 in Osttimor angebaut und exportiert. Sein Potential wird aufgrund fehlender Transport- und Veredelungsmöglichkeiten bisher nur teilweise ausgeschöpft. Gerade im Hochland wächst ein besonders aromatischer und milder Kaffee.
Während der Kaffeeernte von Mai bis August ist die CCT Osttimors größter Arbeitgeber. Sie bietet 3.000 Arbeitsplätze in den Fabriken, für den Transport, Trocknung, Weiterverarbeitung und Sortieren des Kaffee. Das Handverlesen der Kaffeebohnen nimmt mehr Zeit in Anspruch als die Ernte und schafft so begehrte Jobs für 700 timoresische Frauen.

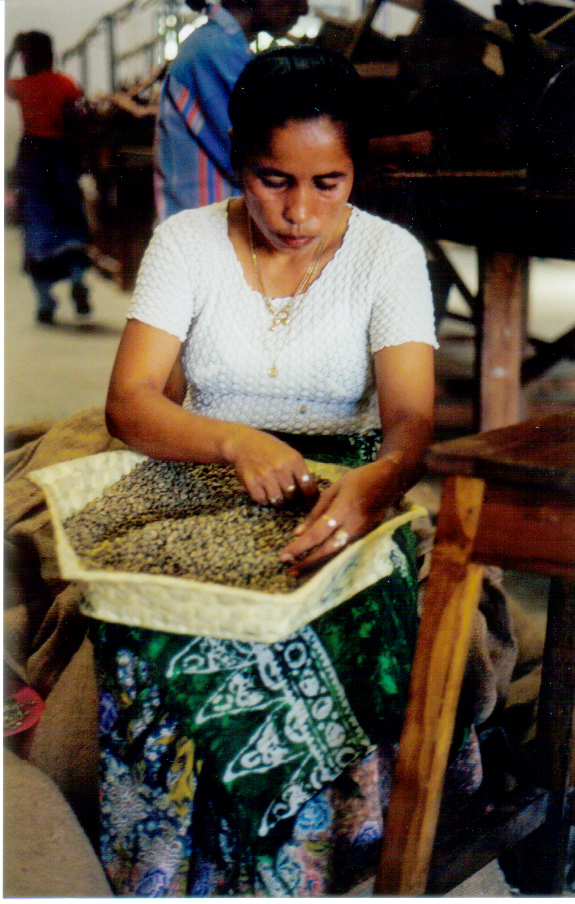
Kaffeesortiererin in Dili

Die CCT ist der weltgrößte Produzent und Verkäufer von zertifiziertem Bio-Kaffee. Mit ihrem Ruf für konstante Qualität, der seit 1994 aufgebaut wurde, erzielt der ökologische Fair Trade Arabica-Kaffee Höchstpreise am internationalen Markt.
Mitglieder der CCT profitieren, abgesehen vom höheren Preis für ihren Kaffee, von weiteren Vorteilen. Die CCT betreibt einfache, lokale Kliniken für eine medizinische Erstversorgung (elf Krankenhäuser und 27 mobile Kliniken), die Pflanzer erhalten kostenlos Mulch, der aus Kaffeeschalen gewonnen wird und die CCT gibt den Pflanzern Kaffeesetzlinge um alte Kaffeebäume zu ersetzen, die Stürmen und Krankheiten zum Opfer fallen.
Während der Unruhen infolge des Unabhängigkeitsreferendums von 1999, wurden viele Pflanzungen zerstört, Pflanzer vertrieben und das Projektteam musste evakuiert werden. Nachdem Indonesien das Land verlassen hatte, begann der Wiederaufbau.
2002 konnte für 2.613.037 US-Dollar Kaffee verkauft werden. Dies bedeutete für jeden Pflanzer ein durchschnittliches Jahreseinkommen von 128 Dollar. Das Durchschnittseinkommen auf dem Land betrug 102 Dollar. 2004 konnten für dieses Nischenprodukt 4,4 Mio. US-Dollar eingenommen werden, mehr als für den sonst für Osttimor typischen Kaffee anderer Hersteller.
Am 23. Mai 2004 eröffneten der osttimoresische Präsident Xanana Gusmão und Premierminister Marí Alkatiri in Estado eine der größten kaffeeverarbeitenden Fabriken mit Nassaufbereitung des Kaffees. Eigentümer und Betreiber ist die CCT.
Die Fabrik in Estado kauft Kaffeefrüchte von Mitgliedern des CCT im Hochland der Gemeinde Ermera. In der Fabrik werden die Früchte gewaschen, das Fruchtfleisch entfernt, die Bohnen fermentiert und zur Trocknung vorbereitet. Zusammen mit der Fabrik in Maubisse kann die CCT 25.000 Tonnen Kaffee aufkaufen, doppelt so viel wie noch 2003.
2005 kaufte Starbucks ein Drittel der Kaffeeernte Osttimors auf. 2006 kam es aufgrund der Unruhen zu Ernteausfällen von bis zu 20 %. Dies drohte auch nach dem Attentat vom 11. Februar 2008 in Dili, doch in diesem Jahr exportierte die CCT Kaffee 19.000 t Kaffee im Wert von 12 Millionen US-Dollar. Der zweitgrößte Exporteur Timor Corp. verkaufte nur 6.000 t.

## Rinderkooperative
In Oe-Cusse Ambeno arbeitet die CCT seit 2009 an einem Rinderzuchtprogramm. Sie will den Kauf und Export der dann gemästeten Rinder und Büffel nach Indonesien organisieren. Der Gewinn soll dann zu 30 % an die CCT und zu 70 % an den Züchter gehen. Bisher arbeiteten die Züchter eigenständig. 2010 hatten sich bereits 59 Gruppen mit je 10 bis 50 Personen dem Programm angeschlossen, die dann die Büffel 12 bis 15 Monate halten. Zwischen 2009 und 2010 kaufte die CCT 450 Büffel im Wert von 67.000 US-Dollar.